# Pariacaca
Der Nevado Pariacaca ist ein Berg in der Cordillera Huarochirí (auch „Pariacaca-Gebirgskette“ genannt) in der Westkordillere der peruanischen Anden. 
Der vergletscherte Berg besitzt zwei Gipfel: den Nordgipfel mit einer Höhe von 5730 m sowie den Südgipfel mit 5750 m.
Der Nevado Pariacaca bildet die höchste Erhebung der Cordillera Huarochirí und befindet sich an der Grenze der Verwaltungsregionen Junin und Lima. Nordwestlich liegen die benachbarten Berge Colquepucro (5658 m) und Corihuasi (5200 m). Die Dominanz des Nevado Pariacaca beträgt 29 km. In dieser Entfernung liegt der weiter südlich gelegene Nevado Ticlla. Die Schartenhöhe beträgt 1098 m.
Der einfacher besteigbare niedrigere Nordgipfel wurde 1936, der Südgipfel 1938 erstbestiegen, beide durch US-amerikanische Expeditionen geführt von T. A. Dodge.
In der Mythologie der Inka wurde der Berg als Gottheit verehrt.